# Дендрологија
Дендрологија (старогрчки: δενδρον = дрво и λογια = наука или проучавање) је наука о дрвенастим биљкама (дрвеће, жбуње и дрвенасте пузавице), а посебно проучава њихову таксономску класификацију. Нема оштре границе између таксономије биљака и дендрологије. Дрвенасте биљке припадају различитим биљним породицама које могу да обједињују искључиво дрвенасте врсте, али исто тако постоје и породице састављене и од дрвенастих и зељастих представника, али и оне које укључују само неколико дрвенастих врста. Поред тога дендрологија изучава морфолошка, хоролошка, биоеколошка и ценолошка својства као и значај појединих дрвенастих врста.

## Подела дендрологије
Као академска дисциплина, дендрологија генерално обухвата све дрвенасте биљке, аутохтоне и алохтоне, које расту у некој области и може се сматрати поткатегоријом ботанике, али за разлику од ботанике која проучава све биљне организме, дендрологија се ограничава на карактеризацији и идентификацији дрвенастих биљака. Како су дрвенасте биљке од значаја за више научних и практичних области то се и дендрологија може поделити на неколико дисциплина: шумарска, хортикултурна (декоративна), воћарска...

### Шумарска дендрологија
Шумарска дендрологија тежи да се фокусира на идентификацију економски корисних дрвенастих биљака и њиховим међусобним таксономским односима. Сродна дисциплина је гајење шума, која проучава популациону екологију родова и врста. Познавање дендрологије је и основа за фитоценологију, пошумљавање, мелиорације као и подизање шумских култура, плантажа и заштитних појасева.

### Декоративна дендрологија
Декоративна дендрологија проучава таксоне који се употребљавају у хортикултури и пејзажној архитектури за подизање различитих категорија зелених простора у урбаним срединама (вртови, паркови, парк-шуме, шума-паркови, дрвореди ...) и у природном пределу. Декоративна дендрологија се бави далеко већим бројем таксона него шумарска. Велики је број врста које се користе у шумарству, а које својом декоративношћу заслужују примену и у хортикултури и пејзажној архитектури, или је далеко више врста и унутарврсних таксона који су карактеристични само за ове две области.

### Воћарска дендрологија
Воћарска дендрологија се бави дрвенастим таксонима заступњеним у воћњацима (плантажама). Овде су искључиво заступљени унутарврсни таксони – сорте – култирне биљке створене селекцијом и хибридизацијом. Неки од родова који се примењују у воћарству драгоцени су и као украсни таксони, као што су јабуке, трешње, шљиве и крушке.

### Ксилологија
Ова грана дендрологије, која у основи речи такође има дрво (старогрчки: ξυλον = дрво), бави се макроскопском и микроскопском грађом дрвета као материјала и назива се још и анатомијом дрвета. Њу треба разликовати од анатомије биљака која се бави грађом живих организама и свим биљним деловима (корен, стабло, лист, цвет, плод, семе).

## Познати српски дендролози
- Бранислав Јовановић (Осаница 1915 – Београд 2011.), професор Шумарског факултета, Универзитета у Београду
- Емилија Вукућевић (Међулужје 1921 – Београд 2003.) , професор Шумарског факултета, Универзитета у Београду